# Dane Trbović
Dane Trbović (Belgrád, 1986. április 15. –) szerb labdarúgó. Magyarországon legutóbb a DVTK játékosa volt.

## Adatai
- Poszt: középpályás
- Mezszám: 11
- Születési hely: Szerbia
- Születési idő: 1986. április 15.
- Állampolgárság: szerb
- Magasság: 178 cm
- Tömeg: 70 kg
- Válogatottság/gól: 0/0

### Korábbi klubjai
- Fruskogorac
- Vojvodina Novi Sad
- Radnicki Bajmok
- FK Vozdovac
- Diósgyőri VTK

### NB1-es pályafutása
- Játszott meccsek: -
- Gólok: -